# Varadero
Varadero – miasto na Kubie, w prowincji Matanzas, położone na półwyspie Hicacos, jeden z największych kurortów na Karaibach.
W 2005 roku ludność Varadero wynosiła 25 734 mieszkańców.

## Transport
- Port lotniczy Varadero